# İstanbul Güngörenspor
İstanbul Güngören Spor is een voetbalclub opgericht in 1983 te Beyoğlu, een district van Istanboel, Turkije. De clubkleuren zijn rood en wit. De thuisbasis van de voetbalclub is het Mimar Yahya Baş Stadion. De naam van het stadion is vernoemd naar de politicus en tevens voorzitter van de club, Yahya Baş.

## Geschiedenis
Güngören Belediyespor werd in 1983 opgericht als Beyoğlu Kapalıçarşı. Sinds het seizoen 1994/1995 heet de ploeg Güngören Belediyespor, omdat ze gesteund worden door gemeente Güngören. De ploeg heeft nooit in de Süper Lig gevoetbald, en daarnaast zijn er ook geen grote resultaten geboekt in de Turkse Beker. In 2008 promoveerde de club naar de tweede klasse. Maar in het seizoen 2011-2012 wordt de club laatste met 17 punten, en degradeert Güngören terug naar de 2. Lig. Ditzelfde seizoen wordt de clubnaam veranderd naar İstanbul Güngören SK.

## Gespeelde divisies
- TFF 1. Lig:

2000-2001, 2008-2009, 2010-2012
- Spor Toto 2. Lig:

1990-2000, 2001-2008, 2009-2010, 2012-2014
- Spor Toto 3. Lig:

2014-2015
- Bölgesel Amatör Lig:

2015-2016
- Amateurs

2016-